# Jazernica
Jazernica é um município da Eslováquia, situado no distrito de Turčianske Teplice, na região de Žilina. Tem 2,92 km² de área e sua população em 2018 foi estimada em 322 habitantes.

## Demografia
| Ano:        | 1994 | 2004    | 2014    | 2024    |
| ----------- | ---- | ------- | ------- | ------- |
| Broj ljudi: | 238  | 290     | 320     | 355     |
| Razlika:    |      | +21,84% | +10,34% | +10,93% |

| Ano:               | 2023 | 2024   |
| ------------------ | ---- | ------ |
| Número de pessoas: | 367  | 355    |
| Diferença:         |      | -3,26% |